# Palazzo Cesaroni
Le Palazzo Cesaroni  est un palais, donnant sur la Piazza d'Italia de la ville  de Pérouse. Il est le siège de l'Assemblée législative de l'Ombrie.

## Histoire
Le Palazzo Cesaroni a été construit par Ferdinando Cesaroni, un riche entrepreneur a decoro di Perugia (« pour décorer Pérouse »), d'après un projet de l'architecte Guglielmo Calderini. Les décorations picturales ont été confiées à Annibale Brugnoli qui les réalisa selon les canons du Stile Liberty (art nouveau italien).
Les travaux débutèrent en 1898 sous la direction de l'ingénieur Rombaldoni et furent achevés en un peu plus de deux ans.
Le palais n'a jamais été habité par son propriétaire et au cours des années il a été utilisé pour divers usages, son utilisation ayant souvent varié.
Une de ses ailes accueillit les  nouveaux bureaux des Uffici delle Regie Poste (bureaux des postes) tandis que le corps central  fut occupé par le luxueux Palace Hôtel. 
Faisant suite aux  diverses divisions et successions héréditaires, en 1925 le palais fut acheté par l’Istituto Nazionale delle Assicurazioni (INA).
Le Palace Hôtel fut supprimé et à sa place furent installés : la Camera di Commercio  (Chambre de Commerce), l’Accademia dei Filedoni (association culturelle et récréative de Pérouse qui  y demeura durant toutes les années 1960) et enfin l’agence générale de l’INA et d’Assitalia (compagnies d'assurances).
Au début des années 1970  les  conditions du palais étaient devenues préoccupantes. Le Conseil Régional d'Ombrie demanda au propriétaire (INA) un bail afin d'y établir son siège. Cet accord permit de reconstituer l'homogénéité de l'édifice et de lui rendre sa splendeur d’antan.
Palazzo Cesaroni devint le siège du Conseil régional de l'Ombrie, son inauguration officielle a eu lieu le 23 juin 1977 et il  a été finalement acheté par la Regione dell’Umbria en 1999. 

## Architecture
L'architecture de Palazzo Cesaroni est de style néo-maniériste.

## Œuvres remarquables
- Fresques de Domenico Bruschi et Annibale Brugnoli (La danza delle ore).

## Anecdote
Le palais n'a jamais été habité par son propriétaire Ferdinando Cesaroni. En effet en 1890 le roi Humbert Ier vint à Pérouse afin d'inaugurer la statue équestre de son père Victor-Emmanuel IIe, installée dans les jardins juste en face du palais. Afin d'accueillir le roi à la gare de Pérouse, Cesaroni mit à disposition un magnifique carrosse drapé de velours rouge, mais le préfet en préféra un autre. Vexé et pour ne pas être obligé de voir la statue, Ferdinando Cesaroni n'habita jamais sa demeure.